# Bahnhof Kinding (Altmühltal)
Bahnhof Kinding vasútállomás Németországban, Bajorország tartományban, Kinding településen. Az állomásnak négy vágánya van, melyből kettő átmenő, kettő pedig peronnal rendelkezik. Mellette nagyméretű P+R parkoló található.

## Vasútvonalak
Az állomást az alábbi vasútvonalak érintik:
- Nuremberg–Ingolstadt high speed railway

## Kapcsolódó állomások
A vasútállomáshoz az alábbi állomások vannak a legközelebb: 
- Allersberg (Rothsee) (Nürnberg Hauptbahnhof, Nuremberg–Ingolstadt high speed railway)
- Bahnhof Ingolstadt Nord (Bahnhof Ingolstadt Nord, Nuremberg–Ingolstadt high speed railway)

## Forgalom
| Vonatnem | VGN útvonal | Útvonal                                                                  | Gyakoriság                                     |
| -------- | ----------- | ------------------------------------------------------------------------ | ---------------------------------------------- |
| RE       | R9          | München-Nürnberg-Express: Nürnberg – Allersberg – Ingolstadt (– München) | 120 percenként Hétvégén: részben 60 percenként |

## Érdekességek

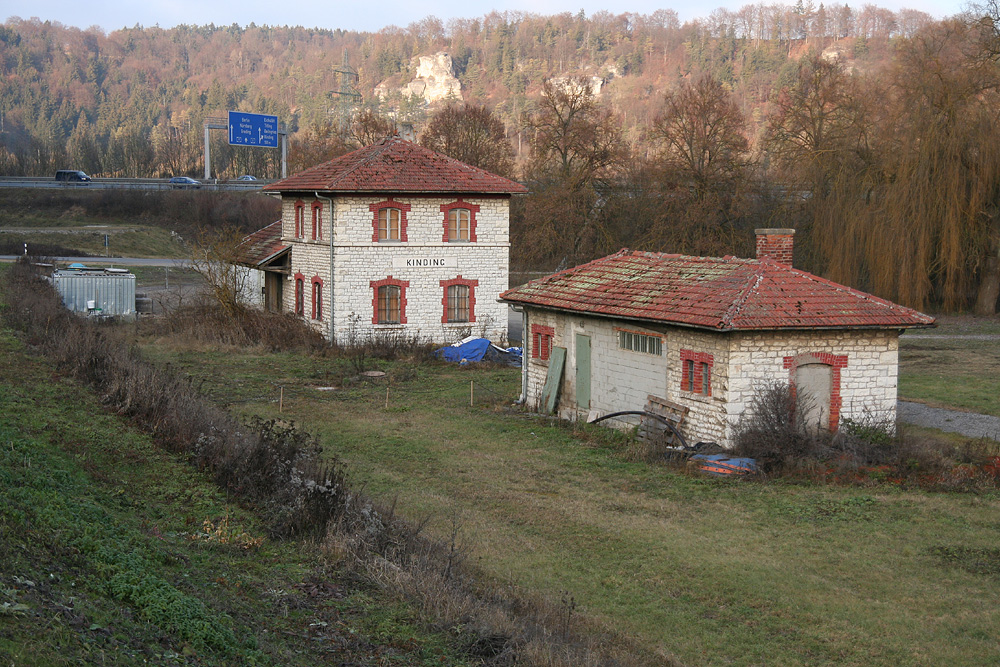
Kinding régi vasútállomása

Kinding településnek korábban is volt már vasútállomása a Eichstätt–Beilngries-vasútvonalon. Ám ez a vonal nagyrészt megszűnt, a település így egy ideig vasút nélkül maradt.